# E. Pauline Johnson
Emily Pauline Johnson (Six Nations, 10 maart 1861 – Vancouver, 7 maart 1913), ook bekend onder haar inheemse naam Tekahionwake, was een Canadese dichteres van inheemse afkomst die de erfenis van haar volk vierde in gedichten die tijdens haar leven een enorme aantrekkingskracht hadden.

## Thematiek
Sommige van haar gedichten vieren het recreatieve noorden van het land, andere weerspiegelen het intense nationalisme en idealisme van het Edwardiaanse Canada of verkennen christelijke thema's. Weer andere zijn licht of komisch van toon en samen suggereren deze thema's een bredere en diepere gevoeligheid dan gewoonlijk aan haar wordt toegeschreven.

## Biografie
E. Pauline Johnson werd geboren als de dochter van de Mohawk George Henry Martin Johnson en van de Engelse Emily Susanna Howells. Ze kreeg haar scholing grotendeels thuis. Tussen haar veertiende en haar zestiende zat ze op het Brantford Collegiate Institute. Op school maakte ze kennis met het werk van Robert Browning, Alfred Tennyson en Lord Byron. In 1877 keerde ze terug naar haar ouderlijk huis.
In 1884 overleed haar vader en waren de overgebleven gezinsleden gedwongen om te verhuizen naar Brantford. Vervolgens legde Johnson zich toe op het schrijven en slaagde ze er tussen 1884 en 1886 in om vier gedichten gepubliceerd te krijgen. Ze ondertekende haar werk zowel met haar eigen naam als met Tekahionwake, de inheemse naam van haar overgrootvader. Aan het einde van het decennium had ze tevens een correspondentie opgebouwd met de Canadese dichter Charles G. D. Roberts en kreeg ze lof toegezwaaid van John Greenleaf Whittier.
In januari 1892 bracht Johnson voor het eerst haar eigen gedichten voor een publiek ten gehore. Het werd een succes en hierop volgden 125 optredens in 50 dorpen en steden in Ontario. Bij deze optredens ging ze vanaf oktober 1892 ook gekleed in inheemse kleding. Er volgde vervolgens een periode van zeventien jaar waarin ze door Canada reisde om haar gedichten voor te dragen. In 1894 trad ze ook in Londen op en wist aldaar de publicatie van haar eerste boek voor elkaar te krijgen, The White Wampum.
Haar tweede dichtbundel, Canadian Born, verscheen in 1903. Drie jaar later keerde ze terug naar Londen en leerde ze Joe Capilano kennen. Haar vriendschap met hem leidde ertoe dat zij zich nog sterker aangetrokken ging voelen tot de westkust en uiteindelijk zijn verhalen zou navertellen in Legends of Vancouver. In 1909 hield ze op met rondreizen omdat ze ziek was. Ze overleed vier jaar later aan borstkanker.